# Acantheis celer
Acantheis celer là một loài nhện trong họ Ctenidae.
Loài này thuộc chi Acantheis. Acantheis celer được Eugène Simon miêu tả năm 1897.